# (19387) 1998 DA2
(19387) 1998 DA2 est un astéroïde de la ceinture principale d'astéroïdes découvert en 1998.

## Description
(19387) 1998 DA2 a été découvert le 18 février 1998 à Woomera (Australie par Frank B. Zoltowski.

### Caractéristiques orbitales
L'orbite de cet astéroïde est caractérisée par un demi-grand axe de 2,28 UA, un périhélie de 1,86 UA, une excentricité de 0,18 et une inclinaison de 6,07° par rapport à l'écliptique. Du fait de ces caractéristiques, à savoir un demi-grand axe compris entre 2 et 3,2 UA et un périhélie supérieur à 1,666 UA, il est classé, selon la JPL Small-Body Database, comme objet de la ceinture principale d'astéroïdes.

### Caractéristiques physiques
(19387) 1998 DA2 a une magnitude absolue (H) de 14,4 et un albédo estimé à 0,227.